# Stenopogon pulverifer
Stenopogon pulverifer là một loài ruồi trong họ Asilidae. Stenopogon pulverifer được Walker miêu tả năm 1851. Loài này phân bố ở miền Ấn Độ - Mã Lai.